# Neoplan N416
Neoplan N416 - autobus klasy maxi produkcji Neoplan.
Geneza modelu wzięła się z potrzeby odświeżenia autobusu standardowego VÖV i dostosowania go do potrzeb rynkowych. Głównymi różnicami w stosunku do wcześniejszej koncepcji były: zmieniona długość pojazdu (zwiększona do 12 m) oraz podwyższona minimalna moc silnika.
Wyzwanie zbudowania takiego autobusu jako pierwszy przyjął Neoplan konstruując 11,5-metrowy pojazd z silnikiem o większej niż poprzednio mocy.
Wersja N416 SLII miała już pełne 12 m długości oraz podwyższoną moc silnika.
N416 różnił się od poprzedników Neoplana nowoczesną, prostokątną sylwetką.
Wyprzedzenie konkurentów o dwa lata kosztowało producenta ograniczeniem wykorzystywanych silników MANa i Mercedesa, przez co kolejne modele musiał wyposażać w silniki DAF, co odebrało mu część klientów.
Do Polski natomiast trafiło tylko kilka egzemplarzy, które potem odsprzedano przewoźnikom prywatnym.